# Ryūtarō Nakahara
Pour les articles homonymes, voir Nakahara.
Ryūtarō Nakahara (中原龍太郎, Nakahara Ryūtarō), mieux connu sous le nom de scène Ryu☆, est un producteur et disc jockey japonais de musique électronique. Il compose activement des morceaux pour Bemani, une filiale de Konami, éditeur japonais de jeux vidéo.

## Biographie
Ryu découvre la musique dans un centre de jeux d'arcade en première année de lycée, et explique avoir acheté à cette période un synthétiseur Roland MC-303. En 2000, Ryu et kors k remportent un concours lancé par Konami, dans lequel les compositeurs devaient faire de la musique de façon que les gagnants aient leurs chansons dans le prochain volet de Beatmania IIDX. La chanson Starmine de Ryu et Clione de kors k remportent le concours et les deux chansons sont intégrées à Beatmania IIDX 4th Style. 
Ryu revient dans Beatmania IIDX 9th Style avec un remix de Abyss de DJ taka, et compose d'autres chansons à partir de 10th Style. Depuis, Ryu devient l'un des principaux compositeurs de la série Bemani de Konami, ainsi qu'un musicien indépendant. Ryu rejoint le label Beatnation Records, composé de Kors k, DJ Taka, L.E.D., Sōta Fujimori et DJ Yoshitaka.
Il réalise également de nombreuses œuvres en dehors de Konami, notamment Orion de l'album Hardcore Syndrome 2 de Hardcore Tano*C et des remixes de Caramelldansen et Caipirinha. Entre 2006 et 2019, il est crédité sur 13 jeux vidéo. Dans les années 2020, Ryu se rend deux fois en Indonésie pour s'y produire.

## Discographie sélective

### Albums studio
- 2009 : Starmine
- 2010 : Ageha
- 2011 : Rainbow☆Rainbow
- 2012 : Sakura Luminance'
- 2013 : Plan 8
- 2013 : Blue Dragon
- 2014 : We're So Happy
- 2015 : Seventh Heaven